# Obermayer-Haus (Starnberg)

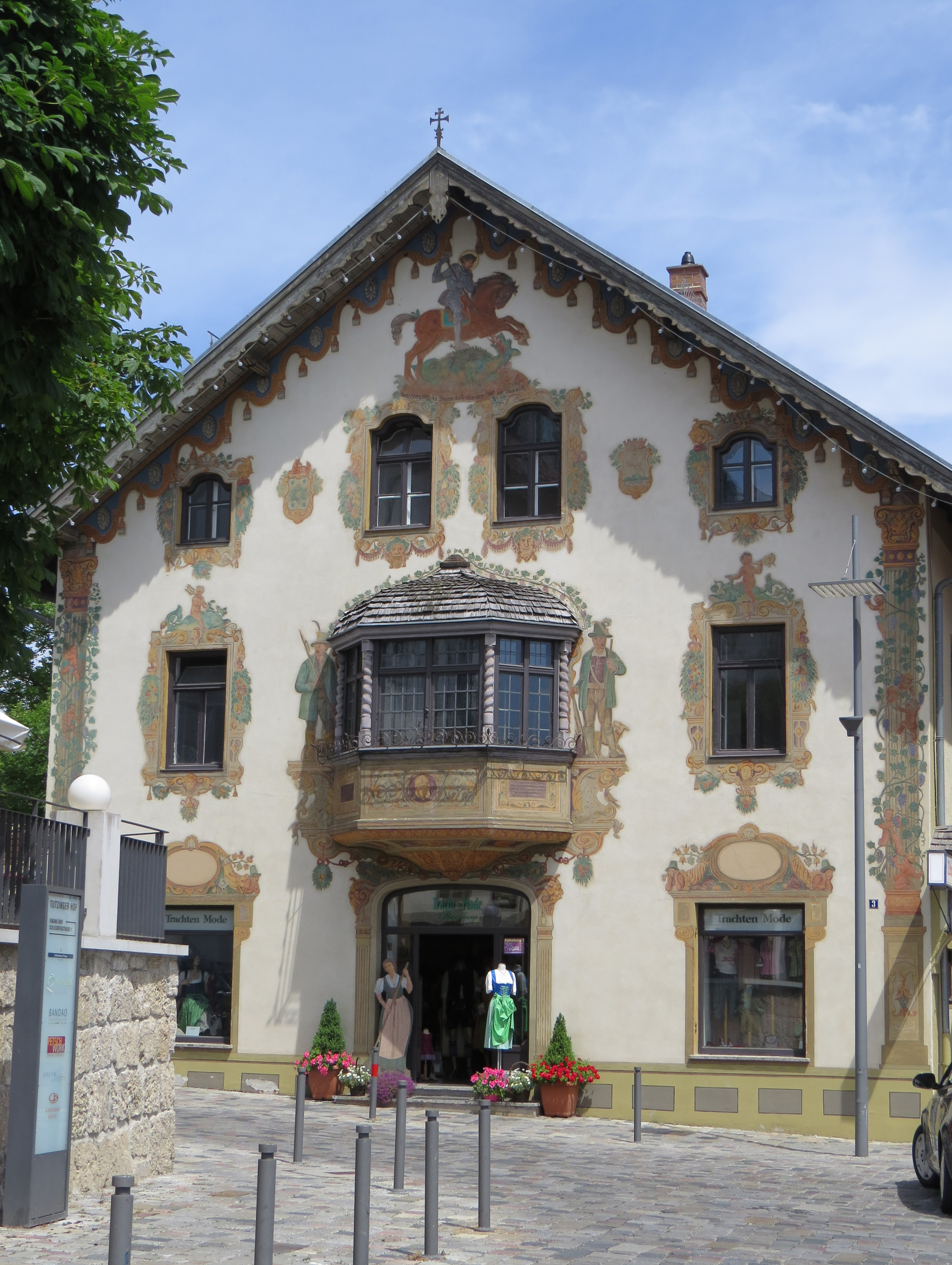

Das Obermayer-Haus am Tutzinger-Hof-Platz 3 ist ein denkmalgeschütztes Geschäftshaus, welches seit 1894 den Tutzinger-Hof-Platz in Starnberg mitprägt.

## Geschichte
Das Obermayer-Haus wurde im Jahre 1894 von dem Wirt Clement Obermayer errichtet, nachdem die vorher dort befindliche große Hofstallung abgerissen wurde.
Anlässlich der Stadterhebung im Jahre 1912 wurde die Giebelfassade des Obermayer-Hauses von dem Maler und Designer Richard Throll mit Lüftlmalerei reichlich verziert. Einen weiteren Blickfang bildet der geräumige Erker in der Mitte der Fassade.
Auf der Rückseite des Geschäftshauses, an der Hanfelder Straße, befinden sich zwei Pavillons, welche nachträglich errichtet wurden.